# Alja Adam
Alja Adam, slovenska pesnica, znanstvenica, specializantka geštalt psihoterapije, * 1976, Ljubljana
Do leta 2011 je bila zaposlena kot raziskovalka na znanstvenih inštitutih, kjer se je posvečala raziskovanju ženskih likov v svetovni literaturi, konceptu ljubezni in filozofiji kreativnosti. Od leta 2012 je samozaposlena v kulturi kot književnica. Na Univerzi v Novi Goric je predavala pri predmetu Svetovna književnost.
S pesnico Majo Vidmar je v letu 2014 zasnovala program izkustvenih delavnic kreativnega pisanja v katerih pesnici prepletata pisanje in geštalt terapijo, na ta način pa uvajata zanimive pristope, ki v slovenskem okolju niso uveljavljeni. Izvaja literarni coaching, individualno svetovanje na področju literarnega ustvarjanja.
Kot mentorica kreativnega pisanja in selektorica v okviru literarnih natečajev sodeluje z Javnim skladom za kulturne dejavnosti. 
Poleg tega se posveča razvoju inovativnih izobraževalnih-kreativnih programov za otroke, mladostnike in študente/študentke v okviru inštituta za psihoterapijo Satori. Za sabo ima več kot deset let izkušenj dela s skupinami (kreativno pisanje, programi za osebnostni razvoj in ustvarjalnost). Kot specializantka geštalt psihoterapije izvaja terapije in svetovanje za osebnostno rast. Vodi tečaje joge in delavnice čuječnosti.
Poleg poezije piše tudi poetične eseje, prozne zapise in (znanstvene) članke.

## Študij
Diplomirala je na Filozofski fakulteti Univerze v Ljubljani iz primerjalne književnost in sociologije kulture. Na isti fakulteti je doktorirala leta 2007 s področja ženskih študij in feministične teorije. Na Inštitutu Gita je opravila štiri leta študija s področja geštalt psihoterapije.

## Pesništvo
Avtorica petih pesniških zbirk (Zaobljenost, 2003, Zakaj bi omenjala Ahila, 2008, Dolgo smo čakali na dež, 2015, Privlačnosti, 2020, Pogled ženske / dvojezična e-knjiga, 2022) je ena najbolj prepoznavnih avtoric svoje generacije. Njene pesmi so prevedene v številne tuje jezike in objavljene v domačih in tujih publikacijah ter antologijah. Kot mlada pesnica je prejela nekaj nagrad in nominacij v okviru mednarodnih izborov. Tretja zbirka (Dolgo smo čakali na dež, 2015) je bila leta 2016 nominirana za Veronikino nagrado. Zbirka Privlačnosti je bila nominirana za Veronikino in Jenkovo nagrado (2021) ter za Čašo nesmrtnosti (2022).
Pesniška knjiga Zakaj bi omenjala Ahila je leta 2011 izšla v prevodu pri španski založbi E.d.a. libros in leta 2009 v Italiji, v letu 2014 na Hrvaškem. Avtorica redno sodeluje na različnih festivalih in srečanjih v Sloveniji in po svetu.